# Colin MacLeod

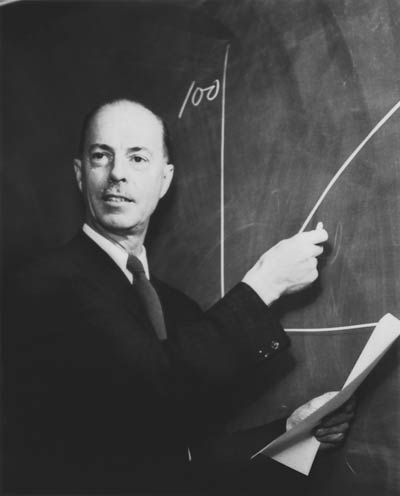
Colin Munro MacLeod

Colin Munro MacLeod (Port Hastings, 28 januari 1909 - 11 februari 1972) was een Canadees-Amerikaanse geneticus. Hij behoorde tot het trio wetenschappers dat ontdekte dat desoxyribonucleïnezuur (DNA) verantwoordelijk is voor de transformatie van de fysieke kenmerken van bacteriën, hetgeen vervolgens leidde tot de identificatie ervan als de molecule die verantwoordelijk is voor erfelijkheid.

## Biografie
MacLeod werd geboren in Port Hastings (Nova Scotia), Canada, als een van de acht kinderen van een onderwijzer en een Schotse presbyteriaanse predikant. Hij ging op 16-jarige leeftijd naar de McGill University nadat hij drie klassen van de lagere school had overgeslagen, en voltooide zijn medische studies op 23-jarige leeftijd.
In zijn beginjaren als onderzoekswetenschapper toonde MacLeod, samen met Oswald Avery en Maclyn McCarty, aan dat DNA het molecule is die verantwoordelijk is voor bacteriële transformatie en, achteraf gezien, de fysieke basis van het gen. In 1941 scheidden Avery en MacLeod een ruw extract af van gladde ("S") stammen van Streptococcus pneumoniae, de meest voorkomende oorzaak van bacteriële longontsteking. Het extract van de S-stam kon de meer goedaardige ruwe ("R") stammen van pneumokokken omzetten in de ziekteveroorzakende S-vorm. Later dat jaar voegde McCarty zich bij het laboratorium van Avery, en in 1942 begon de groep zich te richten op DNA als het ongrijpbare ingrediënt in het S-stam extract als de factor die verantwoordelijk is voor de transformatie van R-pneumokokken in S-pneumokokken. Begin 1943 hadden Avery, MacLeod en McCarty aangetoond dat DNA de transformerende factor was en in februari 1944 publiceerden zij de eerste van een reeks wetenschappelijke artikelen in het Journal of Experimental Medicine waarin zij aantoonden dat DNA het transformerende principe was. Latere experimenten bevestigden dat DNA een universele drager van genetische informatie is. Ondanks het enorme wetenschappelijke belang van dit werk, dat bekend werd als het Avery-MacLeod-McCarty experiment, won het trio echter geen Nobelprijs voor hun ontdekking.
MacLeod werd van het onderzoek naar Streptococcus pneumoniae en DNA afgeleid naar gezondheids- en wetenschappelijke vraagstukken in verband met de Tweede Wereldoorlog. In die tijd vormden microbiële ziekten zoals tyfus, malaria en longontsteking een grote bedreiging voor de gezondheid van het Amerikaanse militaire personeel. Tijdens de oorlog was MacLeod een van de vele universitaire wetenschappers en artsen die de federale regering "desgevraagd" over medische zaken adviseerden. 
In 1941 werd MacLeod benoemd tot voorzitter van de afdeling Microbiologie aan de New York University School of Medicine en werkte hij als adviseur voor de Amerikaanse minister van Oorlog. Hij werd officieel lid van de Army Epidemiological Board, die in 1949 werd uitgebreid tot alle strijdkrachten en omgedoopt tot Armed Forces Epidemiological Board. MacLeod werd in 1947 voorzitter van de raad, een functie die hij bekleedde tot 1955. De organisatie van de AFEB in twaalf ziektegerelateerde commissies was een voorbode van de organisatie van het US-Japan Cooperative Medical Science Program in zijn ziektegerelateerde panels.
Aan het einde van de Tweede Wereldoorlog gaf het Congres de National Institutes of Health de bevoegdheid om externe onderzoeksprijzen toe te kennen en creëerde daarmee de extramurale programma's, die tegenwoordig bijna 90 procent van de financiering uitmaken. Het NIH nam de financiering over van verschillende onderzoeksprojecten die tijdens de oorlog waren begonnen, en MacLeod was van 1946 tot 1949 lid van de eerste NIH-studiesectie, de Antibiotica Studie Sectie. Met zijn achtergrond in het pas omgedoopte Ministerie van Defensie groeide MacLeod uit tot de rol van informeel adviseur van verschillende NIH-directeuren en zat hij in verschillende subsidiecommissies, commissies en taakgroepen. Zo kwam MacLeod in de derde fase van zijn zeer succesvolle carrière - de eerste twee waren laboratoriumonderzoeker en academisch afdelingshoofd - met meerdere uitstapjes op het gebied van wetenschapsbeleid en internationale gezondheid.
In 1955 werd MacLeod tot lid van de National Academy of Sciences gekozen. In 1956 gaf hij zijn functie als hoofd van de microbiologie aan de NYU op, bracht enkele jaren door aan de Universiteit van Pennsylvania en keerde in 1960 terug naar de NYU als professor in de geneeskunde. In datzelfde jaar vroeg NIH-directeur James Shannon MacLeod om met de Zuidoost-Aziatische Verdragsorganisatie samen te werken om manieren te vinden om het probleem van cholera aan te pakken. Andere wetenschappers op het project waren Joseph Smadel van de NIH, en Theodore Woodward en Fred L. Soper. (Woodward was van 1965 tot 1995 lid van de delegatie van de V.S., en is nu emeritus lid). MacLeod, Smadel, Woodward, Soper en de andere wetenschappelijke adviseurs van SEATO adviseerden de oprichting van een laboratorium in Dacca, Oost-Pakistan (nu Dhaka, Bangladesh), dat veldonderzoek naar cholera kon verrichten. Soper werd de eerste directeur van de faciliteit, die aanvankelijk het Cholera Research Laboratory werd genoemd, en later werd omgedoopt tot het International Centre for Diarrhoeal Disease Research, Bangladesh (ICDDR,B). Enkele jaren later coördineerden de nieuw gevormde USJCMSP Cholera Panels hun choleraberzoek en -behandelingsactiviteiten met het Cholera Research Laboratory.
In 1961 werd MacLeod voorzitter van het panel voor biowetenschappen van het wetenschappelijk adviescomité van president John F. Kennedy. In 1963 benoemde Kennedy MacLeod tot adjunct-directeur van het Office of Science and Technology, Executive Office of the President (nu het White House Office of Science and Technology Policy). MacLeod was de eerste persoon die de functie van adjunct-directeur van OST bekleedde en bleef daar tot 1966 en diende als adviseur van president Lyndon B. Johnson na de moord op Kennedy. Het is niet mogelijk gebleken documenten te vinden die bevestigen wie het idee heeft opgevat van een onderneming voor medisch onderzoek in samenwerkingsverband tussen de Verenigde Staten en Japan. Het idee wordt echter vaak toegeschreven aan MacLeod, die in 1965 voorzitter werd van de eerste delegatie van de Verenigde Staten bij de USJCMSP.
MacLeod werd in 1970 benoemd tot voorzitter van de Oklahoma Medical Research Foundation. Hij bleef in die functie tot aan zijn overlijden in 1972.